# Celada del Camino
Celada del Camino è un comune spagnolo di 91 abitanti situato nella comunità autonoma di Castiglia e León.